# 東京都立羽村特別支援学校
東京都立羽村特別支援学校（とうきょうとりつ はむらとくべつしえんがっこう）は、東京都羽村市五ノ神にある公立特別支援学校。知的障害児を教育対象とする。通称「はむとく」。

## 学部
- 小学部
- 中学部
- 高等部

## 沿革
- 1973年（昭和48年）12月 - 東京都立立川養護学校羽村分校設置（知的障害対象）。
- 1974年（昭和49年）4月 - 東京都立羽村養護学校設置。東京都西多摩郡羽村東小学校にて開設。
- 2008年（平成20年）4月 - 東京都立羽村特別支援学校に校名変更。
- 2012年（平成24年）4月 - 新校舎（教室棟・管理棟・特別教室棟・体育館・プール）へ移転。
- 2013年（平成25年）3月 - 新グラウンド完成。
- 2014年（平成26年）1月 - 体育倉庫・屋外便所棟、農園芸倉庫、芝生、畑・果樹園完成[1]。

## 部活動
一人通学が可能な生徒を対象に部活動を実施している。
- サッカー部
- バドミントン部
- マラソン部
- 音楽部
- 球技部
- 鉄道部
- 美術部

## 交通アクセス
バス
- 青梅線羽村駅東口より立川バス長岡循環または箱根ケ崎駅西口行きで「緑ヶ丘三丁目」下車、徒歩約4分。

徒歩
- 青梅線羽村駅から約25分。